# 邢家南镇
邢家南镇，是中华人民共和国河北省保定市高阳县下辖的一个乡镇级行政单位。

## 行政区划
邢家南镇下辖以下地区：
邢家南村、季朗村、六合庄村、西何家庄村、六合屯村、斗洼村、赵官佐村、于留佐村、留祥佐村、南于八村、北于八村、南路台村、北路台村、路台营村、辛留佐村、南堤口村和北堤口村。